# عمود ملولب

عمود ملولب

العمود الملولب عمود معدني لتجميع الأجزاء أو وتحويل الحركة، وهو مصمم للتمرير وسط الحلقات المعدنية.